# Ficus mexiae
Ficus mexiae är en mullbärsväxtart som beskrevs av Paul Carpenter Standley. Ficus mexiae ingår i släktet fikonsläktet, och familjen mullbärsväxter. Inga underarter finns listade i Catalogue of Life.